# 密命 寒月霞斬り
『密命 寒月霞斬り』（みつめい・かんげつかすみぎり）は、テレビ東京系の「金曜時代劇」枠で、2008年4月18日から6月13日の毎週金曜日20:00 - 20:54（JST）に放送された時代劇。主演は榎木孝明。
原作は佐伯泰英の時代小説「密命 見参!寒月霞斬り」。
字幕放送と地上デジタル放送では連動データ放送を実施。

## 概要
豊富な蔵書で知られる豊後国相良藩に、切支丹本所持の嫌疑がかけられた。
隠れた剣の達人である金杉惣三郎は、藩主からの密命を受けて脱藩する。
真相究明のため江戸で浪人生活を始めた金杉は、故郷に残した子供たちに心を残しながら、次々と降りかかる難事件に挑んでゆく。

## キャスト

### 主要人物
金杉惣三郎（かなすぎ そうざぶろう）
演 - 榎木孝明
元・豊後相良藩士。「かなくぎ惣三」（字が下手で金釘流であったため）「ふぬけ」と馬鹿にされていたが、実は相良の龍と呼ばれた直心影流の達人で秘剣「寒月霞斬り」の使い手。藩主の密命により身分を隠して江戸に潜む。
寺村重左ヱ門（てらむら じゅうざえもん）
演 - 寺田農
相良藩江戸江戸留守居役。
荒神屋喜八（こうじんや きはち）
演 - 加藤剛
火事始末御用（火事跡を迅速に解体整理する業者）をつとめる荒神屋の親方。
芝鳶の辰吉（しばとびのたつきち）
演 - 伊吹吾郎
め組の頭取。お杏の義父。
松造（まつぞう）
演 - 梨本謙次郎
荒神屋の小頭。
お杏（おきょう）
演 - 安達祐実
札差である冠阿弥（かんあみ）の娘で、芝鳶の辰吉の義理の娘。
しの
演 - とよた真帆
小料理屋「夕がお」の女将。寺村重左ヱ門の娘。
あやめ
演 - とよた真帆（二役）
金杉惣三郎の亡き妻。
日下左近（くさか さこん）
演 - 松方弘樹
相良の虎と呼ばれた剣客。金杉とは深い因縁があり、相良藩分家の剣術師範役を勤める。
コロク
演 - 渡辺コロク
お杏が飼う柴犬（原作ではシロという名の白犬である）。
- ナレーション - 池田秀一

### その他
- 相良藩主・斎木高玖 - 夏原遼
- 密偵・九一 - 宮内敦士
- 桑原平九郎 - 成瀬正孝
- とめ - 三島ゆり子
- 文吉 - 薗田正美
- お春 - 佐藤麗良
- 磯吉 - 久保宏将
- お末 - 松村康世
- 惣三郎の息子・清之助 - 綾部守人
- 惣三郎の娘・みわ - 朝田帆香
- 同心・西村桐十郎 - 冨家規政
- 目明し・花火の房之助 - うえだ峻
- 冠阿弥膳兵衛 - 杜澤たいぶん

### ゲスト
第1話「脱藩」
- 相良藩主・斎木高玖 - 夏原遼
- 側用人・柳沢吉保 - 中野誠也
- 本間兵衛 - 内田勝正
- 冠阿弥勝兵衛 - 杜澤たいぶん
- 内儀・さき - 鈴川法子
- 番頭・忠蔵 - 久保酎吉
- 米谷甚左 - 飯島大介
- 仁助 - 村井克行
- 鹿島半蔵 - 須藤雅宏

第2話「暗躍」
- 大友三稔 - 山口馬木也
- お由 - 吉野紗香
- ふき姫 - 勝野雅奈恵
- 医師・渓曇 - 水上保広
- 本間兵衛 - 内田勝正
- 佐野弦也 - 森岡豊
- 女形の役者・彦之丞 - 津川竜
- 松造の母 - 朝井千景
- 女将・菊乃 - 湖条千秋
- お紋の方 - 吉井丈絵
- 剣術師範・綾川辰信 - 波多野博

第3話「剣士」
- 相良藩主・斎木高玖 - 夏原遼
- 大友三稔 - 山口馬木也
- お縫 - 高松あい
- 久次 - 伊藤高
- おさい - 藤田佳子
- 番頭・忠蔵 - 久保酎吉
- 平田源四郎 - 坂東工
- 天野佑之進 - 峰蘭太郎
- 千代田善太夫 - 福本清三

第4話「決意」
- いく - 渋谷琴乃
- 弥助 - 宮下直紀
- おけい - 亀井理沙
- 久次 - 伊藤高
- ふき姫 - 勝野雅奈恵
- 医師・渓曇 - 水上保広
- 番頭・徳兵衛 - 芝本正
- 相良藩目付 - 白井滋郎
- 女中・おみち - 野村五十鈴
- 中間 - 下元年世

第5話「標的」
- 島根元藩士・藤川平吾 - 高野八誠
- 相良藩主・斎木高玖 - 夏原遼
- お由 - 吉野紗香
- ふき姫 - 勝野雅奈恵
- 冠阿弥勝兵衛 - 杜澤たいぶん
- 米谷甚左 - 飯島大介
- 医師・渓曇 - 水上保広
- 相良藩・北沢権之祐 - 島英臣
- ふき姫家臣・宍戸 - 天乃大介
- 桜井忍
- やまだ慎弥

第6話「覚悟」
- 米谷鎌吉 - 中野英雄
- 相良藩主・斎木高玖 - 夏原遼
- 斎木丹波 - 石山輝夫
- 摂津屋 - 伊東達広
- 三室軍兵衛 - 高井清史
- 兆次 - 馬渡薪市
- 泉知奈津

最終話「龍虎」
- 米谷鎌吉 - 中野英雄
- 相良藩主・斎木高玖 - 夏原遼
- 斎木丹波 - 石山輝夫
- ふき姫 - 勝野雅奈恵
- 冠阿弥勝兵衛 - 杜澤たいぶん
- 番頭・忠蔵 - 久保酎吉
- 米谷甚左 - 飯島大介
- 医師・渓曇 - 水上保広
- 相良藩・北沢権之祐 - 島英臣
- 木村栄

## スタッフ
- 原作 - 佐伯泰英「密命 見参!寒月霞斬り」
- プロデューサー - 山鹿達也（テレビ東京）、本間信行、須藤安芸子（C.A.L）
- 脚本 - 藤井邦夫（第1話、最終話）、沢橋凛（第2話）、岡本さとる（第3、4話）、大原久澄（第5、6話）
- 監督 - 矢田清巳（第1、4 - 6話）、井上泰治（第2、3話）、上杉尚祺（最終話）
- 音楽 - 丸山和範
- 制作 - テレビ東京、C.A.L

## 放送日程
- 初回と最終回は2時間スペシャル（20:00 - 21:54）。
- 5月16日は「石ちゃんが行く!」、5月23日は「激録・警察密着24時!!」放送のため休止。

| 話数                                                      | 放送日        | サブタイトル | 脚本       | 監督     | 視聴率 |
| --------------------------------------------------------- | ------------- | ------------ | ---------- | -------- | ------ |
| 第1話                                                     | 2008年4月18日 | 脱藩         | 藤井邦夫   | 矢田清巳 | 10.7%  |
| 第2話                                                     | 2008年4月25日 | 暗躍         | 沢橋凛     | 井上泰治 | 08.8%  |
| 第3話                                                     | 2008年5月02日 | 剣士         | 岡本さとる | 井上泰治 | 08.9%  |
| 第4話                                                     | 2008年5月09日 | 決意         | 岡本さとる | 矢田清巳 | 08.6%  |
| 第5話                                                     | 2008年5月30日 | 標的         | 大原久澄   | 矢田清巳 | 09.7%  |
| 第6話                                                     | 2008年6月06日 | 覚悟         | 大原久澄   | 矢田清巳 | 08.1%  |
| 最終話                                                    | 2008年6月13日 | 龍虎         | 藤井邦夫   | 上杉尚祺 | 11.1%  |
| 平均視聴率 9.4%（視聴率は関東地区・ビデオリサーチ社調べ） |               |              |            |          |        |

## エピソード
- 主演の榎木孝明は、「惣三郎ができるのは自分だけ」という信念から3年も前に自ら企画書を書き、映像化に熱意を燃やし、今回映像化の運びとなった。
- 「抜けた部分を見せられる。浅見光彦に続く持ち役にしたい」「どこか“天然”の人なんですよね、惣三郎は。僕自身の“天然”な部分ととても重なるところがある。僕自身の目標が、しゃかりきではなく、肩の力を抜いて生きよう、ですから。いいかげんとは“良いかげん”。“良いかげん”になると、剣技も一ランク、上がれるんですよ」端整な顔立ちの二枚目でもあり、知的で堅い役が多い榎木だが、情に厚く、少し抜けている“昼あんどん”型のヒーローに惣三郎にほれ込んでいる。[1]